# 中川宇右衛門
中川 宇右衛門（なかがわ うえもん）は、江戸時代幕末の武士・長州藩士。諱は徳以。

## 来歴
長州藩の上士である大組の家に生まれ、禄高は100石だった。嘉永6年（1853年）黒船来航に際して長州藩は相模国周辺の警備を命じられるが、当時用所役だった宇右衛門もそれに参加。その後も遠近方・倉元両人役・矢倉頭人を歴任するなど、万延元年（1860年）まで藩の財務に深く携わった。椋梨藤太らを代表とするいわゆる俗論派に近く、文久3年（1863年）八月十八日の政変で長州藩が京都での影響力を失うと、椋梨らと藩政を批判した。そのため隠居処分を下されるが、元治元年（1864年）第一次長州征討が起きると遠近方として復帰し、藩政から正義派を駆逐するなどした。しかしながら慶応元年（1865年）1月、藩政を再び正義派が握ると再び罷免され、その年の閏5月に野山獄で自害を命じられた。

## 演じた俳優
- 五十嵐義弘-『奇兵隊』NTV年末時代劇スペシャル（1989年）
- 松原正隆-『花燃ゆ』NHK大河ドラマ（2015年）